# NGC 4039
NGC 4039 (również PGC 37969 lub UGCA 265) – galaktyka spiralna z poprzeczką (SBm), znajdująca się w gwiazdozbiorze Kruka w odległości 62 milionów lat świetlnych od Ziemi. Została odkryta 7 lutego 1785 roku przez Williama Herschela. NGC 4039 i sąsiednia NGC 4038 zostały skatalogowane jako Arp 244 w Atlasie Osobliwych Galaktyk Haltona Arpa, znane są też pod nazwą Galaktyki Czułki.

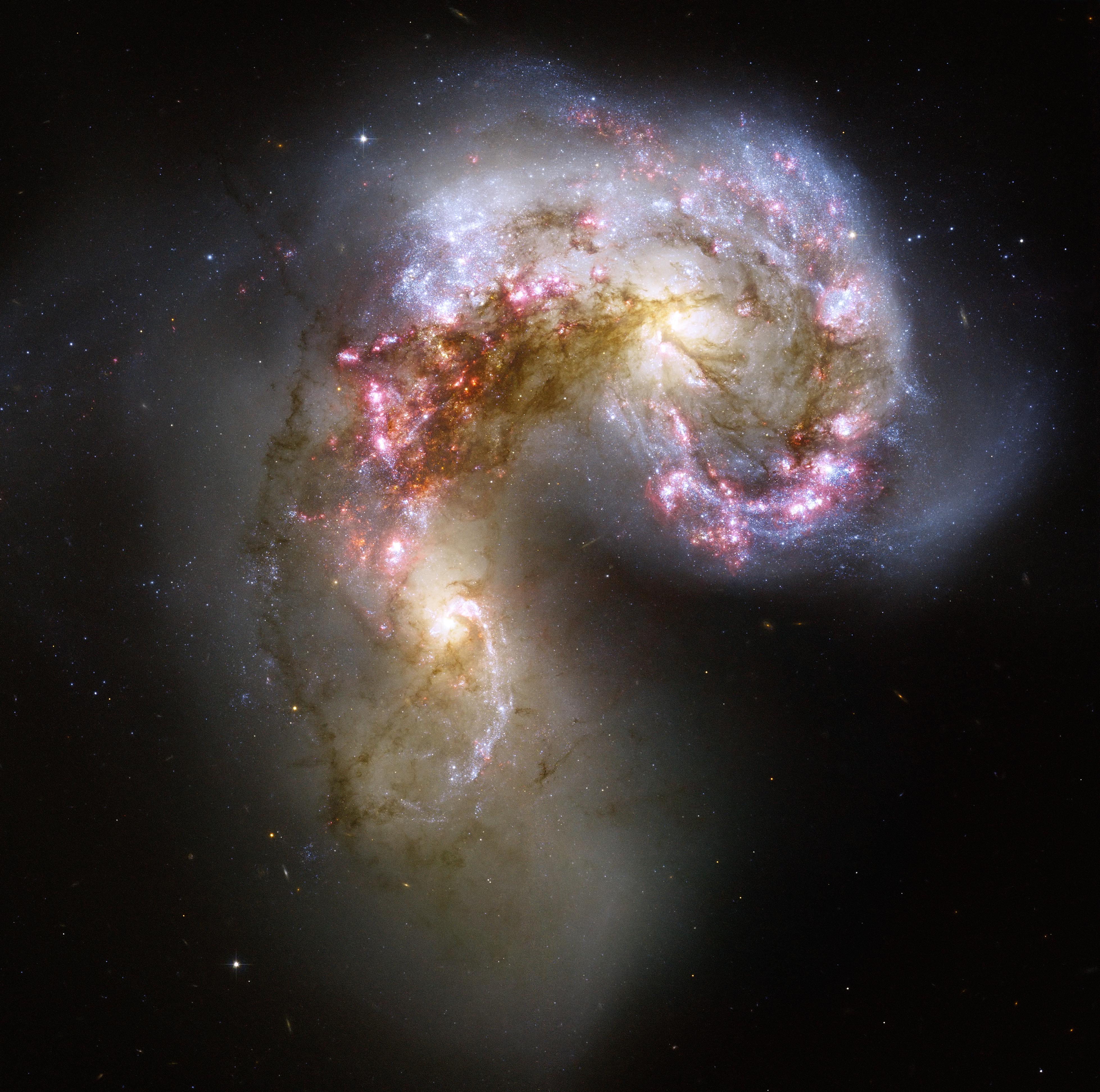
Zderzające się jądra galaktyk, po lewej NGC 4039, zdjęcie Teleskopu Hubble’a

Niezwykły kształt galaktyki NGC 4039 i sąsiedniej NGC 4038 jest skutkiem ich zderzenia. Zderzenie to rozpoczęło się ponad 100 milionów lat temu i trwa. Zderzenie galaktyk zainicjowało produkcję milionów gwiazd w obłokach pyłu i gazu w obu galaktykach. Najmasywniejsze z nowo powstałych gwiazd zdążyły już zużyć zapas swojego paliwa jądrowego i eksplodowały jako supernowe.
NGC 4039 należy do grupy galaktyk NGC 4038.